# Pilar Ballarín Domingo
Pilar Ballarín Domingo (València, 13 de juliol de 1951) és una professora, investigadora i experta en història de l'educació de les dones i coeducació.
És catedràtica de Teoria i Història de l'Educació en el Departament de Pedagogia i directora de l'Institut universitari d'Estudis de les Dones i de Gènere de la Universitat de Granada. Membre del Grup d'Investigació consolidat del Pla Andalús de Recerca- Estudis de les Dones des dels seus inicis. El 1984-85 cofundà amb altres professores el Seminari d'Estudis de la Dona de la Universitat de Granada que posteriorment va dirigir (1989-1992). Ha estat directora de la Col·lecció Feminae (1998-2000) i de l'Institut d'Investigació d'Estudis de les Dones i de Gènere (2005-2008) i fou membre de la junta directiva de la Societat Espanyola d'Història de l'Educació (SEDHE) del 1996 al 2001. Fou secretària d'Arenal. Revista de Historia de las Mujeres i ha estat Directora General d'Avaluació Educativa i Formació del Professorat de la Consejería de Educación y Ciencia de la Junta d'Andalusia, (2000-2004). Ha investigat en l'àmbit de la Història de l'educació de les dones a Espanya en el període contemporani, la formació dels mestres en la segona meitat del segle xix, i la prostitució i polítiques públiques, essent una de les coordinadores del Llibre Blanc: Els estudis de les dones en les Universitats espanyoles (1975-1992).

## Publicacions
Els orígens de l'escolarització de les nenes i el seu desenvolupament, les primeres mestres professionals com a constructores de nou coneixement educatiu i els estudis de les dones com a compromís col·lectiu del feminisme acadèmic contemporani amb la transformació del coneixement androcèntric, són fins hui les seues línies preferents. Línies que han donat lloc a nombroses publicacions entre llibres i articles. Entre les quals destaquen:
- La educación de las mujeres en la España contemporánea (siglos XIX-XX). (Madrid, 2001)[20]
- Los Estudios de las Mujeres en las Universidades españolas 1975-91. Libro Blanco. (Madrid: 1995)[20]
- Del patio a la plaza: las mujeres en las sociedades mediterráneas (Granada 1995) en col·laboració.[2]
- Mujeres en Europa: convergencias y diversidades. (Granada, 2000) com a directora.[2]
- Edición y estudio introductorio de la obra BURGOS, Carmen: La mujer moderna y sus derechos. (Madrid, 2007)[2]